# Cúp Vàng CONCACAF 1996
Cúp Vàng CONCACAF 1996 là Cúp Vàng CONCACAF lần thứ ba do CONCACAF tổ chức.
Giải đấu được diễn ra tại Hoa Kỳ từ 10 đến 21 tháng 1 năm 1996. Giải đấu có 9 đội tham dự, trong đó Brasil là khách mời từ CONMEBOL, chia làm 3 bảng 3 đội để chọn ra 3 đội đứng đầu bảng và đội đứng thứ ba có thành tích tốt nhất giành quyền vào bán kết. Đương kim vô địch Mexico bảo vệ được chức vô địch đầu tiên sau khi vượt qua Brasil 2-0 ở trận chung kết.

## Các đội giành quyền tham dự
| Đội                             | Tư cách qua vòng loại | [Các lần tham dự |
| Vùng Bắc Mỹ                     | Vùng Bắc Mỹ           | Vùng Bắc Mỹ      |
| ------------------------------- | --------------------- | ---------------- |
| Hoa Kỳ                          | Chủ nhà               | 3                |
| México                          | Dự thẳng              | 3                |
| Canada                          | Dự thẳng              | 3                |
| Top 2 Cúp Caribe 1995           |                       |                  |
| Trinidad và Tobago              | Vô địch               | 2                |
| Saint Vincent và Grenadines     | Á quân                | Lần đầu          |
| Top 3 Cúp bóng đá Trung Mỹ 1995 |                       |                  |
| Honduras                        | Vô địch               | 3                |
| Guatemala                       | Á quân                | 2                |
| El Salvador                     | Hạng ba               | Lần đầu          |
| CONMEBOL                        |                       |                  |
| Brasil                          | Khách mời             | Lần đầu          |

## Địa điểm
| Anaheim                    | Los Angeles           | San Diego                |
| -------------------------- | --------------------- | ------------------------ |
| Edison International Field | Đấu trường Tưởng niệm | Sân vận động Jack Murphy |
| Sức chứa: 64.593           | Sức chứa: 93.607      | Sức chứa: 60.836         |
|                            |                       |                          |

## Vòng bảng

### Bảng A
| VT | Đội                         | ST | T | H | B | BT | BB | HS | Đ | Giành quyền tham dự |
| -- | --------------------------- | -- | - | - | - | -- | -- | -- | - | ------------------- |
| 1  | México                      | 2  | 2 | 0 | 0 | 6  | 0  | +6 | 6 | Bán kết             |
| 2  | Guatemala                   | 2  | 1 | 0 | 1 | 3  | 1  | +2 | 3 | Bán kết             |
| 3  | Saint Vincent và Grenadines | 2  | 0 | 0 | 2 | 0  | 8  | −8 | 0 |                     |

| México                                               | 5–0      | Saint Vincent và Grenadines |
| ---------------------------------------------------- | -------- | --------------------------- |
| L. García 29', 37' · Peláez 70', 90' · A. García 80' | Chi tiết |                             |

| México   | 1–0      | Guatemala |
| -------- | -------- | --------- |
| Rizo 89' | Chi tiết |           |

| Saint Vincent và Grenadines | 0–3      | Guatemala                             |
| --------------------------- | -------- | ------------------------------------- |
|                             | Chi tiết | Funes 28' · Westphal 42' · Machón 45' |

### Bảng B
| VT | Đội      | ST | T | H | B | BT | BB | HS | Đ | Giành quyền tham dự |
| -- | -------- | -- | - | - | - | -- | -- | -- | - | ------------------- |
| 1  | Brasil   | 2  | 2 | 0 | 0 | 9  | 1  | +8 | 6 | Bán kết             |
| 2  | Canada   | 2  | 1 | 0 | 1 | 4  | 5  | −1 | 3 |                     |
| 3  | Honduras | 2  | 0 | 0 | 2 | 1  | 8  | −7 | 0 |                     |

| Canada                         | 3–1      | Honduras   |
| ------------------------------ | -------- | ---------- |
| Corazzin 9' · Holness 27', 63' | Chi tiết | Carson 40' |

| Brasil                                                    | 4–1      | Canada        |
| --------------------------------------------------------- | -------- | ------------- |
| André Luis 3' · Caio 7' · Sávio 14' · Leandro Machado 86' | Chi tiết | Radzinski 66' |

| Brasil                                      | 5–0      | Honduras |
| ------------------------------------------- | -------- | -------- |
| Caio 9', 81' · Jamelli 31', 61' · Sávio 80' | Chi tiết |          |

### Bảng C
| VT | Đội                | ST | T | H | B | BT | BB | HS | Đ | Giành quyền tham dự |
| -- | ------------------ | -- | - | - | - | -- | -- | -- | - | ------------------- |
| 1  | Hoa Kỳ             | 2  | 2 | 0 | 0 | 5  | 2  | +3 | 6 | Bán kết             |
| 2  | El Salvador        | 2  | 1 | 0 | 1 | 3  | 4  | −1 | 3 |                     |
| 3  | Trinidad và Tobago | 2  | 0 | 0 | 2 | 4  | 6  | −2 | 0 |                     |

| Trinidad và Tobago | 2–3      | El Salvador                               |
| ------------------ | -------- | ----------------------------------------- |
| Latapy 59', 64'    | Chi tiết | Díaz Arce 34', 72' (ph.đ.) · Cerritos 50' |

| Hoa Kỳ                       | 3–2      | Trinidad và Tobago |
| ---------------------------- | -------- | ------------------ |
| Wynalda 15', 34' · Moore 53' | Chi tiết | Dwarika 6', 43'    |

| Hoa Kỳ                   | 2–0      | El Salvador |
| ------------------------ | -------- | ----------- |
| Wynalda 63' · Balboa 75' | Chi tiết |             |

## Vòng đấu loại trực tiếp

### Sơ đồ
|  | Bán kết                  | Bán kết |                         |   | Chung kết | Chung kết |
|  |                          |         |                         |   |           |           |
|  | 18 tháng 1 - Los Angeles |         |                         |   |           |           |
|  |                          |         |                         |   |           |           |
|  | Hoa Kỳ                   | 0       |                         |   |           |           |
|  | Hoa Kỳ                   | 0       | 2 tháng 1 - Los Angeles |   |           |           |
|  | Brasil                   | 1       |                         |   |           |           |
|  | Brasil                   | 1       | Brasil                  | 0 |           |           |
|  | 19 tháng 1 - San Diego   |         | Brasil                  | 0 |           |           |
|  |                          | México  | 2                       |   |           |           |
|  | México                   | México  | 2                       | 1 |           |           |
|  | México                   |         |                         | 1 |           |           |
|  | Guatemala                | 0       |                         |   |           |           |
|  | Guatemala                | 0       | Tranh hạng ba           |   |           |           |
|  |                          |         |                         |   |           |           |
|  | 21 tháng 1 - Los Angeles |         |                         |   |           |           |
|  |                          |         |                         |   |           |           |
|  | Hoa Kỳ                   | 3       |                         |   |           |           |
|  | Hoa Kỳ                   | 3       |                         |   |           |           |
|  | Guatemala                | 0       |                         |   |           |           |

### Bán kết
| Hoa Kỳ | 0–1      | Brasil            |
| ------ | -------- | ----------------- |
|        | Chi tiết | Balboa 79' (l.n.) |

| México     | 1–0      | Guatemala |
| ---------- | -------- | --------- |
| Blanco 64' | Chi tiết |           |

### Tranh hạng ba
| Hoa Kỳ                                 | 3–0      | Guatemala |
| -------------------------------------- | -------- | --------- |
| Wynalda 34' · Agoos 37' · Kirovski 87' | Chi tiết |           |

### Chung kết
| Brasil | 0–2      | México                       |
| ------ | -------- | ---------------------------- |
|        | Chi tiết | Luis García 54' · Blanco 75' |

### Vô địch
| Vô địch Cúp Vàng CONCACAF 1996 Mexico Lần thứ năm |

## Vua phá lưới
4 bàn
- Eric Wynalda

3 bàn
- Caio
- Sávio
- Luis García

## Bảng xếp hạng giải đấu
| Đội | Đội                         | Số trận | Thắng | Hòa | Thua | Bàn thắng | Bàn thua | Hiệu số |
| --- | --------------------------- | ------- | ----- | --- | ---- | --------- | -------- | ------- |
| F   | México                      | 4       | 4     | 0   | 0    | 9         | 0        | +9      |
| F   | Brasil                      | 4       | 3     | 0   | 1    | 10        | 3        | +7      |
| S   | Hoa Kỳ                      | 4       | 3     | 0   | 1    | 8         | 3        | +5      |
| S   | Guatemala                   | 4       | 1     | 0   | 3    | 3         | 5        | -2      |
| 1   | Canada                      | 2       | 1     | 0   | 1    | 4         | 5        | -1      |
| 1   | El Salvador                 | 2       | 1     | 0   | 1    | 3         | 4        | -1      |
| 1   | Trinidad và Tobago          | 2       | 0     | 0   | 2    | 4         | 6        | -2      |
| 1   | Honduras                    | 2       | 0     | 0   | 2    | 1         | 8        | -7      |
| 1   | Saint Vincent và Grenadines | 2       | 0     | 0   | 2    | 0         | 8        | -8      |